# Eleccions federals suïsses de 2015
Les eleccions federals suïsses de 2015 es van celebrar durant els mesos d'octubre i novembre de 2015 per renovar l'Assemblea Federal de Suïssa, el parlament bicameral compost pel Consell dels Estats (cambra alta) i el Consell Nacional (cambra baixa). El 18 d'octubre es va celebrar l'elecció del Consell Nacional i la primera volta al Consell dels Estats. Cada cantó va celebrar la segona volta al Consell dels Estats en una data diferent, essent l'última elecció el 22 de novembre.
Els consellers escollits van prendre possessió el 30 de novembre i van escollir el Consell Federal (l'executiu) el 9 de desembre.

## Sistema electoral

### Eleccions al Consell Nacional
Cada cantó forma una circumscripció electoral, on s'escull un nombre de consellers proporcional a la població resident.
Als cantons on s'escull més d'un conseller, s'utilitza la representació proporcional amb llistes obertes, on cada elector té tants vots com candidats s'hagin d'escollir, podent votar fins a dues vegades a un mateix candidat, barrejant candidats de diferents llistes (en francès: panachage) i tatxant candidats (en francès: latoiser). Per la repartició d'escons s'utilitza el sistema Hagenbach-Bischoff, una variació del sistema d'Hondt. Les llistes poden agrupar-se entre ells per participar en la distribució d'escons. En alguns cantons és comú que els partits més grans presentin més d'una llista: homes i dones per separat o partit i joventuts per separat.
Als cantons més petits on només s'escull un conseller, surt escollit el candidat amb més vots (sistema majoritari uninominal a una volta).

### Eleccions al Consell dels Estats
Cada cantó forma una circumscripció. Si el cantó té la condició de semicantó (Basilea-Ciutat, Basilea-Camp, Obwalden, Nidwalden, Appenzell Inner-Rhoden i Appenzell Ausser-Rhoden), escullen un sol conseller. La resta de cantons n'escullen dos.
Cada cantó utilitza el sistema que vingui recollit a la legislació cantonal pròpia. El sistema d'elecció més comú és amb un sistema majoritari a dues voltes. Cada votant pot escollir tants candidats com escons hi hagi en joc. Per tal de ser escollit en una primera volta, cal obtenir més de la meitat dels vots emesos. Els cantons de Jura i Neuchâtel els escullen per representació proporcional i el cantó d'Appenzell Inner-Rhoden escull el seu representant en un landsgemeinde.

## Resultats
Els resultats de les eleccions van donar la victòria del Partit Popular Suís, que va obtenir els millors resultats de la seva història. Els liberals van aconseguir millorar els resultats electorals per primer cop des de l'any 1979, ja que des de llavors el nombre de vots sempre havia anat a la baixa. Els dos partits ecologistes van perdre suport, perdent més d'un 2% dels vots i 9 consellers nacionals entre els dos partits.

### Consell Nacional

Partit guanyador de les eleccions per cantó

Guanyador per municipi

|                          |                                                   |           |      |      |        |     |
| Partit                   | Partit                                            | Vots      | %    | +/–  | Escons | +/– |
|                          | Partit Popular Suís (UDC/SVP)                     | 740.967   | 29,4 | +2,8 | 65     | +11 |
|                          | Partit Socialdemòcrata de Suïssa (PS/SP)          | 475.074   | 18,8 | +0,1 | 43     | −3  |
|                          | Partit Radical Democràtic de Suïssa (PLR/FDP)     | 413.445   | 16,4 | +1,3 | 33     | +3  |
|                          | Partit Popular Democristià de Suïssa (PDC/CVP)    | 293.652   | 11,6 | −0,7 | 27     | −1  |
|                          | Partit Verd de Suïssa (PES/GPS)                   | 177.944   | 7,1  | −1,3 | 11     | −4  |
|                          | Partit Liberal Verd de Suïssa (PVL/GLP)           | 116.640   | 4,6  | −0,8 | 7      | −5  |
|                          | Partit Burgès Democràtic (PBD/BDP)                | 103.476   | 4,1  | −1,3 | 7      | −2  |
|                          | Partit Evangèlic Suís (PEV/EVP)                   | 47.770    | 1,9  | −0,1 | 2      | 0   |
|                          | Unió Democràtica Federal (UDF/EDU)                | 29.939    | 1,2  | −0,1 | 0      | 0   |
|                          | Lliga de Ticino (Lega)                            | 25.221    | 1,0  | +0,2 | 2      | 0   |
|                          | SolidaritéS-Partit del Treball Suís (PdA/PST-POP) | 21.574    | 0,8  | +0,1 | 1      | +1  |
|                          | Moviment dels Ciutadans Ginebresos (MCG)          | 8.184     | 0,3  | −0,1 | 1      | 0   |
|                          | Partit Socialcristià (PSC/CSP)                    | 5.272     | 0,2  | −0,1 | 0      | 0   |
|                          | Demòcrates Suïssos (DS/SD)                        | 3.079     | 0,1  | –0,1 | 0      | 0   |
|                          | Altres                                            | 59.263    | 2,4  | +0,2 | 1      | 0   |
| Total                    | Total                                             | 2.521.502 | 100  | 0    | 200    | 0   |
| Cens/participació        | Cens/participació                                 | 5.295.506 | 48,4 | –    | –      | –   |
| Font: Estadística Suïssa |                                                   |           |      |      |        |     |

### Consell dels Estats

Consellers als Estats electes per cantó i afiliació política

|                          |                                                |        |     |
| Partit                   | Partit                                         | Escons | +/– |
|                          | Partit Popular Democristià de Suïssa (PDC/CVP) | 13     | 0   |
|                          | Partit Radical Democràtic de Suïssa (PLR/FDP)  | 13     | +2  |
|                          | Partit Socialdemòcrata de Suïssa (PS/SP)       | 12     | +1  |
|                          | Partit Popular Suís (UDC/SVP)                  | 5      | 0   |
|                          | Partit Verd de Suïssa (PES/GLP)                | 1      | −1  |
|                          | Partit Burgès Democràtic (PBD/BDP)             | 1      | 0   |
|                          | Partit Liberal Verd de Suïssa (PLV/GLP)        | 0      | −2  |
|                          | Independents                                   | 1      | 0   |
| Total                    | Total                                          | 46     | 0   |
| Font: Estadística Suïssa |                                                |        |     |